# Етельред I (король Східної Англії)
Етельред I (давн-англ. Æthelred I, помер у 790) — король Східної Англії (760—790).

## Біографія
Про Етельреда не збереглося ніяких відомостей, крім короткого згадування в «Житії святого Етельберта». Вважається, що в ці роки Східна Англія потрапила під владу Оффи Мерсійського, який носив титул «король англів». Столицею Східної Англії при Етельреді було місто Беодріксворт.